# Sphingonotus
Sphingonotus es un género de saltamontes de la subfamilia Oedipodinae, familia Acrididae. Este género se distribuye en Europa, África, Asia y Australia.

## Especies
Las siguientes especies pertenecen al género Sphingonotus:

### subgenusNeosphingonotusBenediktov, 1998

#### Grupo de especiesazurescens(Rambur, 1838)
- Sphingonotus almeriense Llucià Pomares, 2013
- Sphingonotus angulatus Uvarov, 1922
- Sphingonotus dentatus Predtechenskii, 1937
- Sphingonotus nodulosus Llucià Pomares, 2013
- Sphingonotus paradoxus Bey-Bienko, 1948
- Sphingonotus pictus Werner, 1905

### subgenusParasphingonotusBenediktov & Husemann, 2009
- Sphingonotus femoralis Uvarov, 1933
- Sphingonotus radioserratus Johnsen, 1985
- Sphingonotus turkanae Uvarov, 1938

### SubgéneroSphingonotusFieber, 1852
- Sphingonotus striatus Xu & Zheng, 2007 [nombre temporal]

#### Grupo de especiescaerulans(Linnaeus, 1767)
- Sphingonotus africanus (Johnsen, 1985)
- Sphingonotus albipennis Krauss, 1902
- Sphingonotus altayensis Zheng & Ren, 1993
- Sphingonotus amplofemurus Huang, 1982
- Sphingonotus arenarius (Lucas, 1849)
- Sphingonotus aserbeidshanicus Ramme, 1951
- Sphingonotus asperus (Brullé, 1840)
- Sphingonotus atlanticus (Popov, 1984)
- Sphingonotus atropurpureus Uvarov, 1930
- Sphingonotus balteatus (Serville, 1838)
- Sphingonotus barrizensis Descamps, 1967
- Sphingonotus basutensis (Dirsh, 1956)
- Sphingonotus beybienkoi Mistshenko, 1937
- Sphingonotus brackensis Usmani, 2008
- Sphingonotus brasilianus Saussure, 1888
- Sphingonotus burqinensis Zheng & Yang, 2006
- Sphingonotus caerulistriatus Zheng & Ren, 2007
- Sphingonotus candidus Costa, 1885
- Sphingonotus capensis Saussure, 1884
- Sphingonotus carinatus Zheng, Li & Ding, 1995
- Sphingonotus changlangensis Gupta, Chandra & Husemann, 2019
- Sphingonotus coerulipes Uvarov, 1922
- Sphingonotus collenettei (Uvarov, 1930)
- Sphingonotus crivellarii Jannone, 1936
- Sphingonotus diadematus Vosseler, 1902
- Sphingonotus ebneri Mistshenko, 1937
- Sphingonotus elegans Mistshenko, 1937
- Sphingonotus erlixensis Zheng, Yang, Zhang & Wang, 2007
- Sphingonotus erythropterus Sjöstedt, 1920
- Sphingonotus eurasius Mistshenko, 1937
- Sphingonotus fuscoirroratus (Stål, 1861)
- Sphingonotus fuscus Predtechenskii, 1937
- Sphingonotus ganglbaueri Krauss, 1907
- Sphingonotus glabimarginis Zheng, Yang, Zhang & Wang, 2007
- Sphingonotus gobicus Chogsomzhav, 1975
- Sphingonotus guanchus (Johnsen, 1985)
- Sphingonotus haitensis (Saussure, 1861)
- Sphingonotus haitiensis (Saussure, 1861)
- Sphingonotus halocnemi Uvarov, 1925
- Sphingonotus halophilus Bey-Bienko, 1929
- Sphingonotus hierichonicus Uvarov, 1923
- Sphingonotus hoboksarensis Zheng & Ren, 1993
- Sphingonotus huangi Otte, 1995
- Sphingonotus hyalopterus Zheng & Cao, 1989
- Sphingonotus imitans Brunner von Wattenwyl, 1882
- Sphingonotus insularis (Popov, 1957)
- Sphingonotus isfaghanicus Predtechenskii, 1937
- Sphingonotus kashmirensis Uvarov, 1925
- Sphingonotus kirgisicus Mistshenko, 1937
- Sphingonotus kueideensis Yin, 1984
- Sphingonotus lavandulus Popov, 1980
- Sphingonotus laxus Uvarov, 1952
- Sphingonotus lipicus Zheng & Hang, 1974
- Sphingonotus lobulatus Karny, 1910
- Sphingonotus longipennis Saussure, 1884
- Sphingonotus lucasii Saussure, 1888
- Sphingonotus lucidus Mistshenko, 1937
- Sphingonotus luteus Krauss, 1893
- Sphingonotus maculatus Uvarov, 1925
- Sphingonotus maroccanus Uvarov, 1930
- Sphingonotus menglaensis Wei & Zheng, 2005
- Sphingonotus micronacrolius Zheng & Ren, 1994
- Sphingonotus minutus Mistshenko, 1937
- Sphingonotus miramae Mistshenko, 1937
- Sphingonotus mongolicus Saussure, 1888
- Sphingonotus montanus Mistshenko, 1937
- Sphingonotus nadigi Uvarov, 1933
- Sphingonotus nebulosus (Fischer von Waldheim, 1846)
- Sphingonotus nigripennis (Serville, 1838)
- Sphingonotus nigrofemoratus Huang & Chen, 1982
- Sphingonotus niloticus Saussure, 1888
- Sphingonotus ningsianus Zheng & Gow, 1981
- Sphingonotus obscuratus (Walker, 1870)
- Sphingonotus octofasciatus (Serville, 1838)
- Sphingonotus orissaensis Jago & Bhowmik, 1990
- Sphingonotus otogensis Zheng & Yang, 1997
- Sphingonotus pamiricus Ramme, 1930
- Sphingonotus peliepiproct Zheng & Gong, 2003
- Sphingonotus personatus (Zanon, 1926)
- Sphingonotus petilocus Huang, 1982
- Sphingonotus picteti (Krauss, 1892)
- Sphingonotus pictipes Uvarov & Dirsh, 1952
- Sphingonotus pilosus Saussure, 1884
- Sphingonotus punensis Dirsh, 1969
- Sphingonotus qinghaiensis Yin, 1984
- Sphingonotus rufipes Predtechenskii, 1937
- Sphingonotus rugosus (Bland & Gangwere, 1998)
- Sphingonotus salinus (Pallas, 1773)
- Sphingonotus satrapes Saussure, 1884
- Sphingonotus savignyi Saussure, 1884
- Sphingonotus scabriculus Stål, 1876
- Sphingonotus sindhensis Bughio, Wagan & Sultana, 2011
- Sphingonotus somalicus (Johnsen, 1985)
- Sphingonotus striatus Li & Zheng, 1993
- Sphingonotus taiwanensis Cao, Shi & Yin, 2016
- Sphingonotus takramaensis Zheng, Xi & Lian, 1994
- Sphingonotus taolensis Zheng, 1992
- Sphingonotus tenuipennis Mistshenko, 1937
- Sphingonotus theodori Uvarov, 1923
- Sphingonotus tipicus Zheng & Hang, 1974
- Sphingonotus toliensis Zheng & Gong, 2003
- Sphingonotus tristrial Zheng & Wang, 2006
- Sphingonotus tsinlingensis Zheng, Tu & Liang, 1963
- Sphingonotus turcicus Uvarov, 1930
- Sphingonotus turcmenus Bey-Bienko, 1951
- Sphingonotus tuxeni Ramme, 1952
- Sphingonotus tzaidamicus Mistshenko, 1937
- Sphingonotus uvarovi Chopard, 1924
- Sphingonotus vitreus Saussure, 1888
- Sphingonotus vosseleri Krauss, 1902
- Sphingonotus wulumuqiensis Gong, Zheng & Niu, 2005
- Sphingonotus yamalikeshanensis Gong, Zheng & Niu, 2005
- Sphingonotus yantaiensis Yin, Xu & Yin, 2012
- Sphingonotus yechengensis Zheng, Xi & Lian, 1994
- Sphingonotus yenchihensis Zheng & Chiu, 1965
- Sphingonotus yunnaneus Uvarov, 1925
- Sphingonotus zandaensis Huang, 1981
- Sphingonotus zebra Mistshenko, 1937
- Sphingonotus zhangi Xu & Zheng, 2007
- Sphingonotus zhengi Huo, 1994
- Sphingonotus zhongningensis Cao, Shi & Yin, 2016